# Timachiovsk
Timachiovsk (en russe : Тимашёвск) est une ville du kraï de Krasnodar en Russie et le centre administratif du raïon Timachiovski. Sa population s'élevait à 53 446 habitants en 2013.

## Géographie
Timachiovsk est arrosée par la rivière Kirpili et se trouve à 64 km au nord-est de Krasnodar.

## Histoire
L'origine de Timachiovsk remonte à la fondation d'un village cosaque en 1794, au bord de la rivière Kirpili. Une première école ouvrit en 1874, un bureau de poste et télégraphe en 1912 et la gare, sur la ligne Primorsko-Akhtarsk - Ekaterinodar en 1914. Pendant la Seconde Guerre mondiale, la ville fut occupée par l'Allemagne nazie et en grande partie brûlée lors de la retraite allemande. En août 1942, un einsatzgruppen massacre environ 75 Juifs de la ville dans une exécution de masse. En 1966, la localité obtint le statut de ville et son nom actuel.

## Population
Recensements (*) ou estimations de la population
| 1959*  | 1970*  | 1979*  | 1989*  |
| ------ | ------ | ------ | ------ |
| 19 049 | 29 055 | 39 121 | 45 556 |

| 2002*  | 2010*  | 2012   | 2013   |
| ------ | ------ | ------ | ------ |
| 54 116 | 53 924 | 53 541 | 53 446 |

## Économie
L'économie de Timachiovsk est dominée par la fabrication de produits alimentaires dans les entreprises :
- ZAO Izoumpoud (ЗАО "Изумруд") : sucre cristallisé, mélasse ;
- OAO Konditerskaïa kombinat "Kouban" (ОАО кондитерская комбинат "Кубань") : confiseries.
- OOO Koubanskie konservy (ООО "Кубанские консервы") : conserverie D'Aucy (groupe CECAB)